# Taulé
Taulé (bretonisch Taole) ist eine Gemeinde mit 2883 Einwohnern (Stand 1. Januar 2022) im Département Finistère in der Region Bretagne in Frankreich. Taulé gehört zum Gemeindeverband Morlaix Communauté.

## Geografie
Taulé liegt sechs Kilometer nordwestlich von Morlaix zwischen den Flüssen Penzé im Westen und Morlaix im Osten an der D58 im Pays de Léon. Die Penzé und die Pennelé fließen durch das Gemeindegebiet. Locquénolé liegt 3,4 Kilometer nordöstlich von Taulé an der Bucht von Morlaix am Ärmelkanal. Die Weiler Kervadogan, Goarivan, Pradigou, Villar Penzé, Kerangomar und Kergariou gehören zur Gemeinde.

## Geschichte

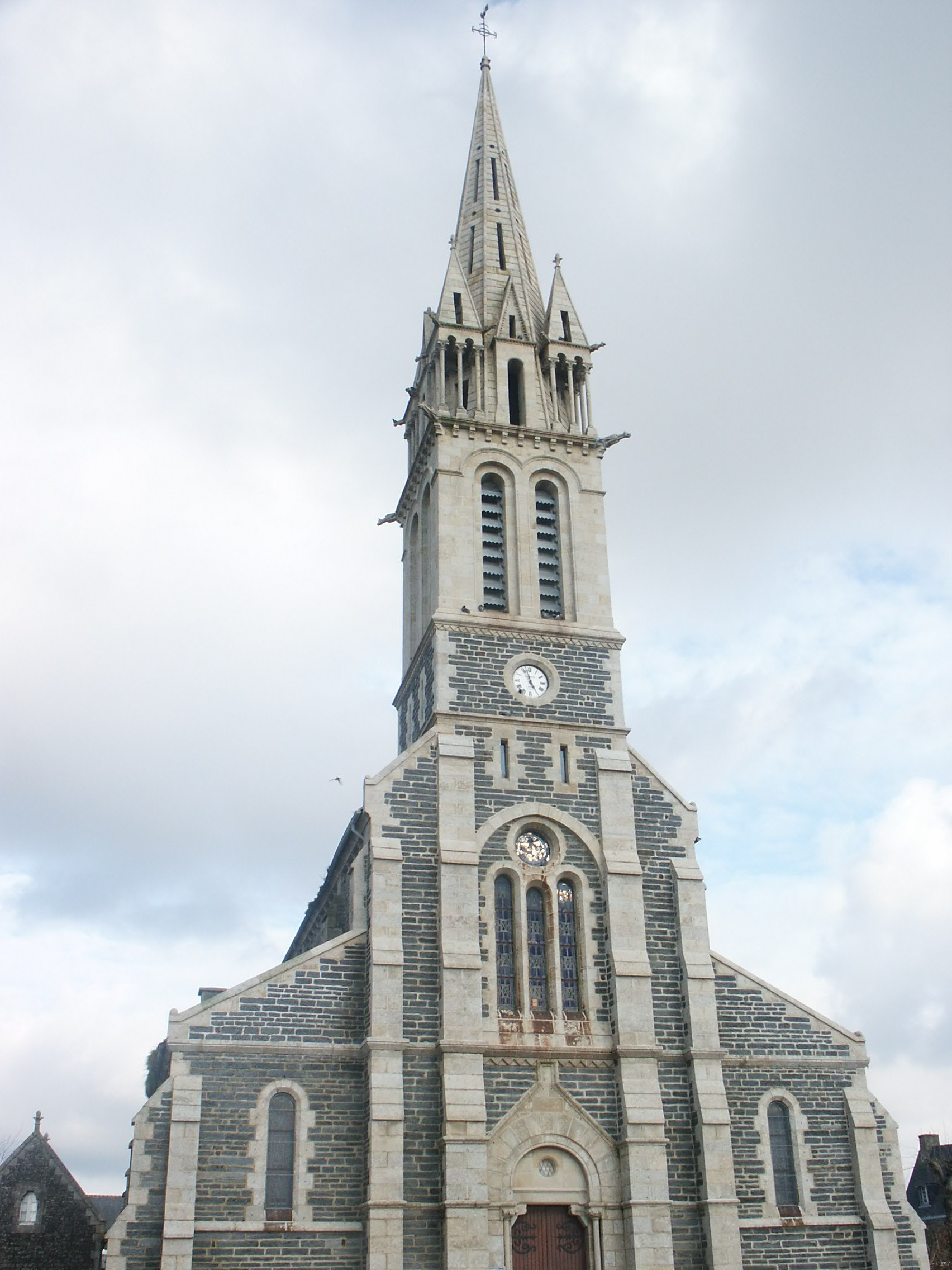
Kirche Saint-Pierre

Es gibt ein paar Spuren von Besiedlung aus der Jungsteinzeit (5500 bis 2200 v. Chr.) in der Region. Bei Henvic gab es einen Dolmen und einen Menhir. Bei Kervadogan wurden polierte Steinäxte gefunden. Im Weiler Kergariou fand man Spuren aus der Bronzezeit (2200 bis 1200 v. Chr.), unter anderem ein Hügelgrab. Zwei weitere Hügelgräber stehen in der Nähe des Bahnhofs. In der Eisenzeit wurde die Region von Osismiern besiedelt, einem keltischen Stamm, der zu den Galliern gezählt wird. In gallo-römischer Zeit (52 v. Chr. bis 486 n. Chr.) verband eine Abzweigung der großen Römerstraße von Carhaix-Plouguer (Vorgium) nach Brest (Gesocribate) Morlaix mit Saint-Pol-de-Léon.
Nach der Schlacht von Chester (607 oder 616) flohen Kelten aus Wales und siedelten an der Nordwestküste des Finistère. Sie gründeten die Cornouaille, die bis Morlaix reichte und im Süden an das Pays de Léon angrenzt. Die kornische Sprache beeinflusste den regionalen Dialekt der bretonischen Sprache. In Taulé wird die bretonische Sprache noch gepflegt.
Taulé wurde 1128 als Taulai zum ersten Mal urkundlich erwähnt. Der Ursprung des Ortsnamens ist unbekannt, eine lokale Legende besagt, dass Gott, als er die Bretagne schuf, noch eine Gemeinde zu verteilen hatte. Er sprach auf bretonisch: Taol anezhan aze, „wirf es hierhin“.

### Bevölkerungsentwicklung
| Jahr                       | 1962 | 1968 | 1975 | 1982 | 1990 | 1999 | 2008 | 2017 |
| Einwohner                  | 2365 | 2269 | 2402 | 2722 | 2796 | 2781 | 2895 | 2938 |
| Quellen: Cassini und INSEE |      |      |      |      |      |      |      |      |

## Sehenswürdigkeiten
Die alte Kirche von Taulé wurde im 15. Jahrhundert erbaut. Heute existiert nur noch ihr Glockenturm. Er wurde 1914 als Monument historique (historisches Denkmal) klassifiziert.
Das Herrenhaus Coat-Ilès wurde im 17. Jahrhundert auf den Fundamenten eines älteren Hauses erbaut. Es war der Sitz einer Seigneurie. Aus jener Zeit sind nur das Taubenhaus, das Eingangsportal und ein Pavillon erhalten. Im 18. Jahrhundert wurden große Teile des Gebäudes umgebaut. Im 19. und 20. Jahrhundert wurde das Gebäude vergrößert und verlor so seinen ursprünglichen Charakter. Die erhaltenen Teile aus dem 17. und 18. Jahrhundert wurden 1990 in das Zusatzverzeichnis der Monuments historiques eingetragen. Das Herrenhaus befindet sich im Privatbesitz.
Siehe auch: Liste der Monuments historiques in Taulé